# エドレンジャー
商売繁盛エドレンジャーは、東京都江戸川区の商店街を応援する、戦隊ヒーローである。2013年に江戸川区商店街連合会によって生み出された。

## 概要
商店街のシンボルとなるニューヒーロー「商売繁盛エドレンジャー」江戸川区商店街連合会によってプロデュースされた。商店街単体では、キャラクターやヒーロー物を育てるには規模が小さくて難しい。そのため、江戸川区商店街連合会と江戸川区が連携して、街全体の商店街を支援するヒーローを生み出した。街のゆるキャラ、ローカルヒーローは数多く存在するが、商店街での戦隊ヒーローの存在は稀である。

## キャラクター

### エドレンジャー
エドレッド
中華料理屋の三代目。「炎を制する者は料理を制する」を家訓とし日々料理の修業に励んでいる。熱血漢で直情型。人にやさしく接することはちょっと苦手だが、心優しい青年。３人の中では一番強く、正義感も強いリーダー格。キレた時の口癖は「炒められてーのか！？」「…炒めるぞ」
エドグリーン
八百屋の二代目。威勢は良いが、明るい温厚な性格。お客にお釣りを渡すときには、「はい、１２０マン円のお返し！！」などと言ってしまう。テンションが高くなると「はい、１２０万両をお返し！！」と円が両になることもある。屈託なく烈火に接するが、調子に乗り過ぎてよく「炒めるぞ」と言われている。
エドピンク
植木屋の長女。三代目は兄が継いだ。元来は大人しく清楚な感じで争いも好まないが、正義感が人一倍強く特に桜を粗末に扱うモノには容赦しない。普段は一番冷静で頭も切れる。新しいデザートには目がない。

エドゴールド
　　　魚屋の創業者。金然玉と極限まで融合いているため、ほかのメンバーとは見た目は変わらないが、一世代前の伝説の商売人。全国の商店街を行脚し活性化を図っている。無一文とは幼馴染で、
　　　過去に何かががったようだがすべては謎のまま。見た目の豪華さのとおり、「大盤振る舞だ！！」が口癖。

### シャッター軍団
蒼の不景鬼将軍（あおのふけいきしょうぐん）
江戸川区・江戸川区民を羨ましく、妬ましく思い異界から現れた「意識体」。「鬼」の形になったのは、人々の意識の中の「鬼」に影響されたため。肩には「閑古鳥」という鳥をのせている。
紅の無一文将軍（むいちもんしょうぐん）
昔は商魂にあふれる人間だったが、自分の店が閉店に追いやられる窮地を周りの人々が誰も助けてくれないことに深く憎悪を抱きシャッター軍団の一員となった。軍団一の剣豪でカレによって潰された商店街は多く、不景鬼と違い情け容赦ない。商店街から希望を根こそぎ奪うことを生き甲斐とする。口癖は「さあ、店じまいだ。」
山吹のすかんぴん
　　　シャッター軍団の天才発明家、元は無一文が商売人の頃飼っていたネコだがヒト型へと変化を遂げた。善悪の区別がなく、無一文のためなに行動することが正しいと思っている。
　　　おしゃべりが過ぎるところがたまにキズ。

黒金の零
　　　すかんぴんが作り上げた最高傑作のカラクリ人形。無一文の言うことだけを聞くように作られており、同じシャッター軍団である不景気の言うことは一切聞かない。非常に強力ではあるが、長期戦になるとゼンマイが切れて停止してしまう。
シャッター兵
蒼の不景気将軍に仕える戦闘員。威嚇する言葉は「ガラガラ・シャッー！」。いざとなるとすぐ退散し、逃げ足だけは、人一倍速い。

黒鉄のハサン
山吹のすかんぴんが長い歳月をかけて作り上げた「黒鉄の零」を更に改造し、エドレンジャーに限りなく近づけた最強のカラクリ兵器！鉄のごとき硬い信念を持ち、敵ではあるが、シャッター軍団のエドレンジャー（エドメタル）として、エドレンジャーとは別の方法で江戸川区を守ろうとしている。
H.A.T(運営の協力団体)
東京俳優・映画＆放送専門学校・東京アニメ・声優専門学校にて構成され、西葛西を拠点に活動するヒーローアクションチーム『H.A.T』がエドレンジャーの運営に協力している。

## 江戸川の三光玉
- エドレンジャーを産みだす謎の玉。江戸川花火大会のイメージを元に生み出された。

赤風玉
金魚・風鈴などの繁栄を司る玉。とある中華料理屋のあまりにも豪快な炎に引き寄せられて烈火へ降臨。エドレッドの力の源となった。
緑鮮玉
小松菜を始め、数々の名産野菜の繁栄を司る玉。とある八百屋のあまりの威勢の良さと新鮮な野菜に惹かれ平次太へ降臨。エドグリーンの力の源となった。
桃源玉
千本桜の繁栄を司る玉。とある桜の植木屋のあまりに素晴らしい仕事ぶりに惹かれ桜子へ降臨。エドピンクの力の源となった。
金然玉
三光玉よりも前に生まれていた光輝く自然や公園の繁栄を司る玉。とある魚屋のあまりの繁盛ぶりと光輝く魚の鮮度に惹かれ魚右烈へ降臨。

## 活動記録
・2013年10月より活動を初め、商店街イベントを中心に延べ110回（3万5千人）のヒーローショーを開催、握手会・写真撮影会など直接触れ合えるヒーローとして活動。
　　・エドレンジャーが商店街を訪れ、コミカルにお店を紹介する多言語対応番組「ぶらりエドレン商店街さんぽ」をYouTubeにて配信
　　・誰でもが気軽に踊ろをコンセプトに江戸川区にゆかりのあるラッキイ池田氏監修のもと、エドレンジャー体操を制作
　　・2019年　第15回東京商店街グランプリ「優秀賞」を受賞
　　・2023年10月　活動開始から１０周年を迎える